# NOROSHI
『NOROSHI』（ノロシ）は、関ジャニ∞の楽曲。2016年12月7日にINFINITY RECORDSから37枚目のシングルとして発売された。

## 概要
- 前作『パノラマ』から約2か月振りのリリース。
- CDは初回限定盤A・B、通常盤の3形態で発売。
- 表題曲「NOROSHI」は、たとえ傷付こうとも、「自分らしく生きる」「一歩踏み出す」事の大事さ、心の奥底に姿を潜めた「本当の自分」への応援歌で、攻めのロックチューンとなっている[14]。
  - 34thシングル『侍唄 (さむらいソング)』以来3作振り、通算11曲目のシングルでのバンド曲である。
  - 同曲は、東宝配給映画『土竜の唄 香港狂騒曲』の主題歌である[12]。
  - 自身が同映画シリーズの主題歌を務めるのは、前作『土竜の唄 潜入捜査官REIJI』の「キング オブ 男!」[15]に続き2回目である[12]。
  - 次作『土竜の唄 FINAL』の主題歌「稲妻ブルース」も自身が担当した[16]。
  - 2016年12月5日、同曲のミュージック・ビデオと同映画の映像のコラボスペシャル映像「MOGURA vs NOROSHI」が公開された[17]。
    - 同年12月23日、同映画の公開記念として、前述の『土竜の唄 潜入捜査官REIJI』がフジテレビ系列で放送され、同映像が地上波初放送された[18]。
- カップリング「Black of night」は、メンバーの安田章大が作詞・作曲・プロデュースを担当した楽曲[13][19]。
  - 同曲の振付は、s**t kingzのOguriが担当した[20]。
  - 初回限定盤B・通常盤のみ収録。
  - 2017年1月22日、自身の冠番組であるテレビ朝日系『関ジャム 完全燃SHOW』にて、同曲がテレビ初披露された[21]。
    - 同回にて、楽曲を制作した安田は「関ジャニ∞の持っていない楽曲で自然などの音を入れ、聞いた時にゾクゾクするものにしようとイメージした」と制作過程を明かした[22]。
- カップリング「ふわふわポムポム」は、メンバーの丸山隆平が作詞・作曲・プロデュースを担当した楽曲[23]。
  - 初回限定盤Aのみ収録。
  - 同曲は、15thライブDVD/BD『関ジャニ∞リサイタル 真夏の俺らは罪なヤツ』DVD盤の特典映像『丸山編集長監修!!「FFPP」プロジェクト〜真夏の丸は罪なヤツ〜』から誕生し、同企画より大倉忠義が同曲のセンターに選ばれた。
  - 2016年12月25日に開催された自身のライブツアー『関ジャニ'sエイターテインメント』の愛知・ナゴヤドーム公演にて同曲が初披露された[23]。
    - 同公演のみで披露され、収録公演には披露されなかったが、同ツアーのライブDVD/Blu-rayの初回限定盤の特典映像のメイキングの一部として収録された[23]。
- カップリング「ハダカ」は、メンバーの横山裕と渋谷すばるのユニット曲である[13]。
  - 同曲は、横山が作詞、渋谷が作曲・編曲を担当した。
  - 音源のトランペットを横山が、ブルースハープを渋谷が自身で演奏している。
- その他、通常盤のカップリングとして「Winter Love Song」を収録[13]。
- 初回限定盤には特典DVDを付属。
  - 初回限定盤Aには、表題曲「NOROSHI」のミュージック・ビデオとメイキング映像、更に、メンバーの錦戸亮が立ち上げた楽曲をメンバー7人全員でセッションしている映像「2016.10.26 session movie」を収録[24]。
    - 同映像の楽曲は、後に「Tokyoholic」とタイトルが付けられ、次作『なぐりガキBEAT』のカップリングとして収録された[25]。
    - 音源化にあたり、同映像では渋谷がギターを演奏していたが、音源ではタンバリンに担当楽器が変更されている。

  - 初回限定盤Bには、カップリング「Black of night」のミュージック・ビデオとメイキング映像を収録[13]。
- 初回限定盤と通常盤の初回プレス分には、本作と次作『なぐりガキBEAT』の連動企画として、オリジナル手帳「関ジャニ'sエイターテインメント手帳」が当たる『関ジャニ∞"年またぎ"シングル連動キャンペーン』に応募出来る「キャンペーン応募ID」が封入された[26]。
- 2024年1月1日、デビュー20周年を記念し、過去にリリースされた全楽曲が各種音楽ダウンロードサービス、サブスクリプションサービスで配信されることに伴い、表題曲「NOROSHI」がベストアルバム『GR8EST』の収録曲およびアルバム『8BEAT』の収録曲[注 4]、同年1月24日には同曲がアルバム『ジャム』の収録曲として配信開始され、同年1月31日には本作の通常盤の収録曲の配信も開始された[27][28][29]。
- 2025年1月1日、上述のサブスク解禁で配信されていなかった、本作の初回限定盤A収録の「ふわふわポムポム」の配信が開始された[30]。

### 各形態概要
| 曲名                 | 形態  | 形態  | 形態 |
| 曲名                 | 初回A | 初回B | 通常 |
| -------------------- | ----- | ----- | ---- |
| ふわふわポムポム     | ○     | ×     | ×    |
| Black of night       | ×     | ○     | ○    |
| ハダカ（横山・渋谷） | ×     | ×     | ○    |
| Winter Love Song     | ×     | ×     | ○    |

| 特典内容                        | 形態                   |
| ------------------------------- | ---------------------- |
| キャンペーン応募ID              | 全形態（初回プレス分） |
| 特典DVD（詳細は#特典DVDを参照） | 初回限定盤A・B         |

## 販売形態
- 発売日：2016年12月7日
  - 初回限定盤A（JACA-5635~5636：CD+DVD）
  - 初回限定盤B（JACA-5637~5638：CD+DVD）
  - 通常盤（JACA-5639：CD）
- 発売日：2019年7月12日
  - 通常盤：十五催ハッピープライス盤（JSNC-1537：CD）
    - 自身の配信アプリ『関ジャニ∞アプリ』対応のため、15%オフでの再発売。
- 発売日：2024年1月31日
  - 配信作品
    - デビュー20周年を記念した音楽ダウンロードサービスおよびサブスクリプションサービスでの配信[27][28][29]。

## チャート成績

### シングルチャート順位
- オリコンチャート
  - 初週232,695枚を売り上げ、2016年12月19日付の「オリコン週間 CDシングルランキング」で週間1位を獲得した[2][3]。
    - 24作連続、通算32作目のシングル1位となった[2]。

  - 累計258,002枚を売り上げ、2016年12月度「オリコン月間 CDシングルランキング」で月間4位を獲得した[4]。
  - 累計232,695枚を売り上げ、2016年度「オリコン年間 CDシングルランキング」で年間26位を獲得した[5]。
- Billboard JAPAN
  - 初週217,402枚を売り上げ、2016年12月14日公開の「Billboard JAPAN Top Singles Sales」で週間1位を獲得した[6]。
  - 2017年度「Billboard Japan Top Singles Sales Year End」で年間25位を獲得した[8]。

### 各曲チャート順位
- Billboard JAPAN
  - 初週25,069ptを記録し、2016年12月14日公開の「Billboard Japan Hot 100」で表題曲「NOROSHI」が週間2位を獲得した[7]。
  - 2017年度「Billboard Japan Hot 100 Year End」で表題曲「NOROSHI」が年間68位を獲得した[9]。

## 収録曲

### CD

#### 通常盤・初回限定盤B・配信
※「ハダカ」以降、通常盤・配信作品のみ収録。
1. NOROSHI  - [4:32]
作詞：高木誠司
作曲・編曲：Peach
  - 東宝配給映画『土竜の唄 香港狂騒曲』主題歌[12]
2. Black of night  - [4:00]
作詞・作曲：安田章大
編曲：野間康介、柳野裕孝
ストリングスアレンジ：石塚徹
  - メンバーの安田章大が制作・プロデュースをした楽曲。
  - 振付はs**t kingzのOguriが担当[20]。
3. ハダカ / 横山裕・渋谷すばる - [3:45]
作詞：横山裕
作曲・編曲：渋谷すばる
  - 横山・渋谷のユニット曲。
  - 横山と渋谷自身が制作した楽曲。
4. Winter Love Song  - [4:38]
作詞・作曲：葉山拓亮
編曲：久米康嵩
5. NOROSHI (オリジナル・カラオケ)
6. Black of night (オリジナル・カラオケ)
7. Secret Talk - 渋谷すばる

#### 初回限定盤A
1. NOROSHI
2. ふわふわポムポム  - [3:29]
作詞・作曲：丸山隆平
編曲：河合英嗣
  - メンバーの丸山隆平が制作・プロデュースをした楽曲。
  - 2025年1月1日に単曲で配信開始された[30]。

### 特典DVD

#### 初回限定盤A（特典DVD）
| #         | タイトル                                                 | 作詞  | 作曲・編曲 | 時間  |
| --------- | -------------------------------------------------------- | ----- | ---------- | ----- |
| 1.        | 「NOROSHI」(Music Clip)                                  |       |            | 4:48  |
| 2.        | 「NOROSHI」(Making)                                      |       |            | 14:23 |
| 3.        | 「2016.10.25 session movie」(錦戸亮総合プロデュース企画) |       |            | 10:57 |
| 合計時間: | 合計時間:                                                | 30:08 |            |       |

#### 初回限定盤B（特典DVD）
| #         | タイトル                       | 作詞  | 作曲・編曲 | 時間  |
| --------- | ------------------------------ | ----- | ---------- | ----- |
| 1.        | 「Black of night」(Music Clip) |       |            | 4:03  |
| 2.        | 「Black of night」(Making)     |       |            | 21:19 |
| 合計時間: | 合計時間:                      | 25:22 |            |       |

## メンバー作
※表記は曲順通り
- 安田章大
  - 「Black of night」(作詞・作曲)[注 7]
- 横山裕
  - 「ハダカ」(作詞)[注 8]
- 渋谷すばる
  - 「ハダカ」(作曲・編曲)[注 8]
- 丸山隆平
  - 「ふわふわポムポム」(作詞・作曲)[注 9]

## 参加ミュージシャン
※アルバム『ジャム』のクレジットより。
NOROSHI
- Drums / Trombone：濵﨑大地
- E Bass：前原利次
- Organ：佐藤真吾
- Strings：中島優紀ストリングス
- Trumpet：中山浩佑
- E Guitar & all other Instruments：Peach

## 収録作品

### アルバム
NOROSHI
- 9thアルバム『ジャム』
- 2ndベストアルバム『GR8EST』
- 10thアルバム『8BEAT』（初回限定 -Road to Re:LIVE- 盤）

※5人の再録バージョンを収録。
- 配信限定アルバム『関ジャニ∞のいろは』

※5人の再録バージョンおよび1ハーフバージョンを収録。
- 配信限定アルバム『関ジャニ∞のいろは2023』

※5人の再録バージョンおよび1ハーフバージョンを収録。

Black of night
- 2ndベストアルバム『GR8EST』（201∞限定盤 特典CD）

※メドレーの1曲として収録。

### シングル
NOROSHI
- 39thシングル『奇跡の人』（通常盤）

※リミックス音源を収録。

### 映像作品

#### ライブ映像
NOROSHI
- 16thライブDVD/Blu-ray『関ジャニ'sエイターテインメント』
- 17thライブDVD/Blu-ray『関ジャニ'sエイターテインメント ジャム』
- 18thライブDVD/Blu-ray『関ジャニ'sエイターテインメント GR8EST』
- 42ndシングル『crystal』（期間限定-多謝台湾-盤 特典DVD）
- 19thライブDVD/Blu-ray『十五祭』
- 10thアルバム『8BEAT』（初回限定 -Road to Re:LIVE- 盤 特典DVD）
- 20thライブDVD/Blu-ray『KANJANI'S Re:LIVE 8BEAT』

※完全生産限定-Road to Re:LIVE-盤の特典DVD/Blu-rayにも収録。
- V.A.ライブDVD/Blu-ray『Johnny's Festival 〜Thank you 2021 Hello 2022〜』
- 50thシングル『アンスロポス』（初回限定「冬」盤・初回限定「炎」盤 特典Blu-ray/DVD）
- 23rdライブBlu-ray/DVD『超ARENA TOUR 2024 SUPER EIGHT』（完（CAN）全生産限定盤・初回限定盤 『SUPER EIGHTアプリ』限定配信特典映像）
- 24thライブBlu-ray/DVD『超DOME TOUR 二十祭』

Black of night
- 16thライブDVD/Blu-ray『関ジャニ'sエイターテインメント』
- 19thライブDVD/Blu-ray『十五祭』
- 22ndライブBlu-ray/DVD『KANJANI∞ DOME LIVE 18祭』

ハダカ
- 16thライブDVD/Blu-ray『関ジャニ'sエイターテインメント』

ふわふわポムポム
- 16thライブDVD/Blu-ray『関ジャニ'sエイターテインメント』（初回限定盤 特典DVD）

#### ミュージック・ビデオ
NOROSHI
- 2ndベストアルバム『GR8EST』（完全限定豪華盤 特典DVD）

Black of night
- 2ndベストアルバム『GR8EST』（完全限定豪華盤 特典DVD）